# 총 톤수
총 톤수(영어: gross tonnage)는 대한민국 해사법령 적용에 있어서 선박의 크기를 나타내는 지표이다. 용적톤(capacity tonnage)으로서 선체의 밀폐된 공간의 총용적에서 상갑판 상부에 있는 추진, 항해, 안전, 위생에 관계되는 공간을 차감한 전체용적을 톤수로 환산(100입방피트=1톤)한 것이다. 국제총톤수와 구별하여 대한민국의 선박들에 적용하기 위하여 만든 것으로 과거에는 [선박적량측정법]에 의하여 계산하였으나, 현재는 새로운 규칙인 [선박톤수의 측정에 관한 규칙]에 의하여 계산하고 있다.
총톤수는 4,000톤 미만의 국적선에 대하여 대한민국의 각종 해사관계법령의 적용기준으로 널리 이용하기 위하여 규정한 톤수로, 대한민국 선박의 크기를 나타내는 지표 및 각종 세금과 수수료의 기준이 된다. 4,000톤 미만에서는 국제총톤수보다는 적고, 그 이상에서는 국제총톤수와 동일하다. 국제총톤수를 산정한 수치에 국토해양부령으로 정한 계수를 곱하여 얻은 수치를 톤으로 산출한다.
총톤수는 선박 크기를 나타내는 지표로서 선박의 통계에도 사용되고 있다. 이전에는 선박의 전 용적에서 이중저구간(二重底區間)과 상갑판 위에 있는 조타실, 기관실 등을 공제시킨 용적을 100ft3(2.83m3)당 1톤으로 기준해서 표시했다. 그러나 현재는 계측방법을 세계적으로 통일한 국제톤수협약을 기본으로 국제총톤수(國際總-數)가 신조선(新造船)에 대해서 이용되고 있다. 국제 총톤수는 전 용적의 크기에 따라 계수를 곱해서 구한다. 현재 이전의 총톤수와 차이를 없애기 위하여 국제 총톤수에 일정계수를 곱하여 국내 총톤수로 사용하고 있다.

## 같이 보기
- 톤 (단위)
- 톤수